# Pnikut, Mostîska
Pnikut (în ucraineană Пнікут) este localitatea de reședință a comunei Pnikut din raionul Mostîska, regiunea Liov, Ucraina.

## Demografie
Componența lingvistică a localității Pnikut
     Ucraineană (51,59%)
     Polonă (48,05%)
     Alte limbi (0,36%)
Conform recensământului din 2001, majoritatea populației localității Pnikut era vorbitoare de ucraineană (51,59%), existând în minoritate și vorbitori de polonă (48,05%).